# Colonia Santa Cruz el Mesón
Colonia Santa Cruz el Mesón är en ort i Mexiko.   Den ligger i kommunen San Luis Acatlán och delstaten Guerrero, i den sydöstra delen av landet, 270 km söder om huvudstaden Mexico City. Colonia Santa Cruz el Mesón ligger 1 109 meter över havet och antalet invånare är 145.
Terrängen runt Colonia Santa Cruz el Mesón är kuperad västerut, men österut är den bergig. Runt Colonia Santa Cruz el Mesón är det ganska glesbefolkat, med 42 invånare per kvadratkilometer. Närmaste större samhälle är Pascala del Oro, 0,62 km söder om Colonia Santa Cruz el Mesón. I omgivningarna runt Colonia Santa Cruz el Mesón växer huvudsakligen savannskog.